# Dendrobium triangulum
Dendrobium triangulum är en orkidéart som beskrevs av Johannes Jacobus Smith. Dendrobium triangulum ingår i släktet Dendrobium, och familjen orkidéer. Inga underarter finns listade i Catalogue of Life.